# Osmar Micucci
Osmar Micucci de Figueiredo  foi um fotógrafo muito conhecido na cidade de Jacobina, na Bahia, principalmente entre os anos 1950 e 1960. 
Ele começou sua trajetória ainda jovem, aprendendo com o pai, e logo passou a se destacar por seu olhar atento e por trazer novidades para a fotografia da cidade. Ele foi o primeiro fotógrafo local a usar o flash eletrônico, o que permitia tirar fotos melhores em ambientes escuros, como salões de festas. Por isso, ficou conhecido entre as pessoas da cidade como um fotógrafo moderno.

## Biografia
Nascido em 1938 no município Djalma Dutra, atual cidade de Miguel Calmon, localidade a aproximadamente 30 km de Jacobina, onde ficou pouco tempo de sua vida, se instalando em Jacobina ainda no final da década de trinta. Filho de Carolino Figueiredo Filho e Berardina Micucci de Figueiredo, teve seu primeiro contato com a fotografia aos treze anos, pela influência de seu pai, que viu na fotografia uma forma de complementar a renda familiar. Esse apoio recebido do pai o levou a se dedicar para aprender e aperfeiçoar seu trabalho, levando sempre em consideração o cuidado ao registrar informações que considerava relevante.
Osmar Micucci atuou como fotógrafo em Jacobina por um periodo considerável, que se estendeu da década de 1950 a 1980.

## Carreira

#### Olhar fotográfico
Suas fotografias mostram muito das festas e tradições que marcavam a vida da cidade naquela época. Ele registrou momentos importantes como a Micareta e os desfiles do Sete de Setembro, que eram grandes eventos em Jacobina. As imagens mostram tanto a alegria do povo quanto o lado mais elegante das festas nos clubes sociais. Micucci também participava das festas como folião, o que mostra o quanto ele gostava daquele ambiente e conhecia bem as pessoas que estavam lá.
Algo que distinguia sua fotografia era seu olhar diferenciado e a variedade de temáticas, contando com fotos predominantemente em preto e branco, frequentemente empregava técnicas de posicionamento de câmera de baixo para cima ou ângulos altos para trazer uma maio número de pessoas e amplitude a cenas. Algo muito distinto do fotografo era sua meticulosidade em registrar informações relevantes sobre suas fotografias e em arquivar seus registros de forma organizada, o que permitiu estudos futuros das suas capturas e anotações.

#### Carreira fotográfica
Mesmo sendo apaixonado pela cultura popular, grande parte do seu trabalho era voltado para os clubes da elite da cidade. Isso acontecia porque a forma mais fácil ganhar dinheiro era fotografando pessoas que tinham maior condições financeira.
Contudo Micucci também capturou momentos importantes da cidade, onde documentou eventos cívicos e políticos, como a visita do Presidente JK, partidas de futebol e as significativas inundações do Rio Itapicuru. Ele foi um observador atento e registrador assíduo das transformações urbanas, capturando obras públicas essenciais como a terraplenagem e pavimentação da Rua Ruy Barbosa em 1959 e 1960. Suas fotos desse período mostram como os eventos eram organizados e como as pessoas participavam com entusiasmo e as transformações urbanas e cotidianas na cidade de Jacobina. Além de preservar a memória da cidade, seu trabalho serve como um registro histórico muito valioso para quem estuda a cultura local.
Osmar Micucci teve um papel importante ao mostrar como a cidade misturava tradição com modernidade. A maneira como ele fotografava, usando equipamentos e técnicas mais avançados para a época, ajudava a dar esse ar de novidade aos eventos.

#### Contribuição para a Memória de Jacobina
Micucci é amplamente reconhecido como um "espectador privilegiado" das profundas transformações que Jacobina vivenciou, especialmente entre 1955 e 1963. Era frequentemente citado no Jornal Vanguarda, que elogiava o trabalho dele, principalmente nos bailes dos clubes, o que mostra como era reconhecido pela comunidade. Além de ter sido fonte de estudos para obras como a dissertação de mestrado "Revelando a cidade: imagens da modernidade no olhar fotográfco de Osmar Micucci (Jacobina 1955-1963)", publicada em 2007 por Valter Gomes Santos de Oliveira,  que aprofunda a análise de seu olhar fotográfico e sua importância no contexto histórico de Jacobina, tratando a fotografia como um documento histórico primordial e um componente essencial do patrimônio cultural. E do artigo científico "Cultura fotográfica na Bahia: Osmar Micucci e a fotografia em Jacobina (décadas de 1950 e 1960)", em 2010, também de autoria de Valter Gomes Santos de Oliveira, que aprofunda a discussão sobre a cultura fotográfica na Bahia, utilizando a trajetória de Micucci como um estudo de caso emblemático.